# Tephrosia nana
Tephrosia nana, o barbasco guineano, es una especie de planta fanerógama del género Tephrosia. 

## Distribución y hábitat
Tephrosia nana es una hierba  nativa de África tropical.

## Descripción
Tephrosia nana es una planta herbácea anual o corto-perenne que alcanza un tamaño de 0,2 - 1, 5 m de altura; tiene los tallos hirsuto oxidados, con los pelos más largos, a menudo de 2 mm de largo.

## Ecología
Se encuentra en los pastizales; pantanos; márgenes de los ríos; suelos lateríticos y arcillosos; bosques; cultivos; a los lados del sendero; en lugares perturbados; a una altitud de 800 (y probablemente menos de 1800 metros). Muy común en Zaire.

## Propiedades
Tephrosia nana contiene el principio activo barbigerona. Fue aislado por primera vez de la semilla de una planta leguminosa Tephrosia barbigera; de ahí el nombre "barbigerona".

## Taxonomía
Tephrosia nana fue descrita por Georg August Schweinfurth y publicado en Reliquiae Kotschyanae 20, pl. 16. 1868.
Etimología
Tephrosia: nombre genérico que deriva de las palabras griegas: τεφρος (tephros), que significa "ceniciento", en referencia a la coloración grisácea dado a las hojas por sus densos tricomas.
nana: epíteto latíno que significa "enana"
Sinonimia
- Tephrosia barbigera Baker	[5]